# Jacques Léviste de Montbriant
Jacques Léviste de Montbriant est un homme politique français né le 24 mars 1773 à Trévoux (Ain) et mort le 31 janvier 1854 à Fareins (Ain).

## Biographie
Propriétaire, il est conseiller général et député de l'Ain de 1820 à 1830, siégeant à droite, mais votant avec indépendance.

## Sources
« Jacques Léviste de Montbriant », dans Adolphe Robert et Gaston Cougny, Dictionnaire des parlementaires français, Edgar Bourloton, 1889-1891 [détail de l’édition]